# Drozd chiński
Drozd chiński (Otocichla mupinensis) – gatunek średniej wielkości ptaka z rodziny drozdowatych (Turdidae), spotykanego w Chinach i północnym Wietnamie.
SystematykaObecnie gatunek ten zwykle wydzielany jest do monotypowego rodzaju Otocichla, ale np. Międzynarodowy Komitet Ornitologiczny nadal umieszcza go w rodzaju Turdus. Nie wyróżnia się podgatunków.
Niedawne badania molekularne wykazały, że najbliższymi krewnymi drozda chińskiego są: drozd śpiewak (T. philomelos) i paszkot (T. viscivorus). Te trzy gatunki są wczesnymi odgałęzieniami z rodzaju Turdus (zanim ptaki te zróżnicowały się i rozprzestrzeniły po całym świecie), stąd są one mniej powiązane z innym europejskimi ptakami z tego rodzaju, takimi jak kos (T. merula).
StatusMiędzynarodowa Unia Ochrony Przyrody (IUCN) od 2000 uznaje drozda chińskiego za gatunek najmniejszej troski (LC – least concern); wcześniej, od 1994 był on klasyfikowany jako gatunek bliski zagrożenia (NT – near threatened), a od 1988 jako gatunek najmniejszej troski. Liczebność światowej populacji nie jest dokładnie znana, ale ptak ten opisywany jest jako rzadki, choć lokalnie pospolity. Trend liczebności populacji uznawany jest za stabilny.